# Savassi
El Savassi és un barri de luxe situat al centre regional de Belo Horizonte. És conegut per un munt de bars i un comerç desenvolupat, sent una de les zones més prestigioses de la capital de l'estat. A principis de 2006, abans de la reunió del Banc Interamericà de Desenvolupament, l'Estat Major de Ciutat desmembrar el barri, creant el barri Savassi i Boa Viagem. La zona nord-est va seguir cridant Funcionários.
Alguns llocs dins Savassi són: 
- La plaça Diogo Vasconcelos;
- McDonald;
- Cristóbal Colón avingudes i Getúlio Vargas;
- La Plaça de la Llibertat;
- L'Escola d'Arquitectura de la UFMG;
- El Col·legi de Sant Antoni;
- El Shopping Pati Savassi